# 鳥飛

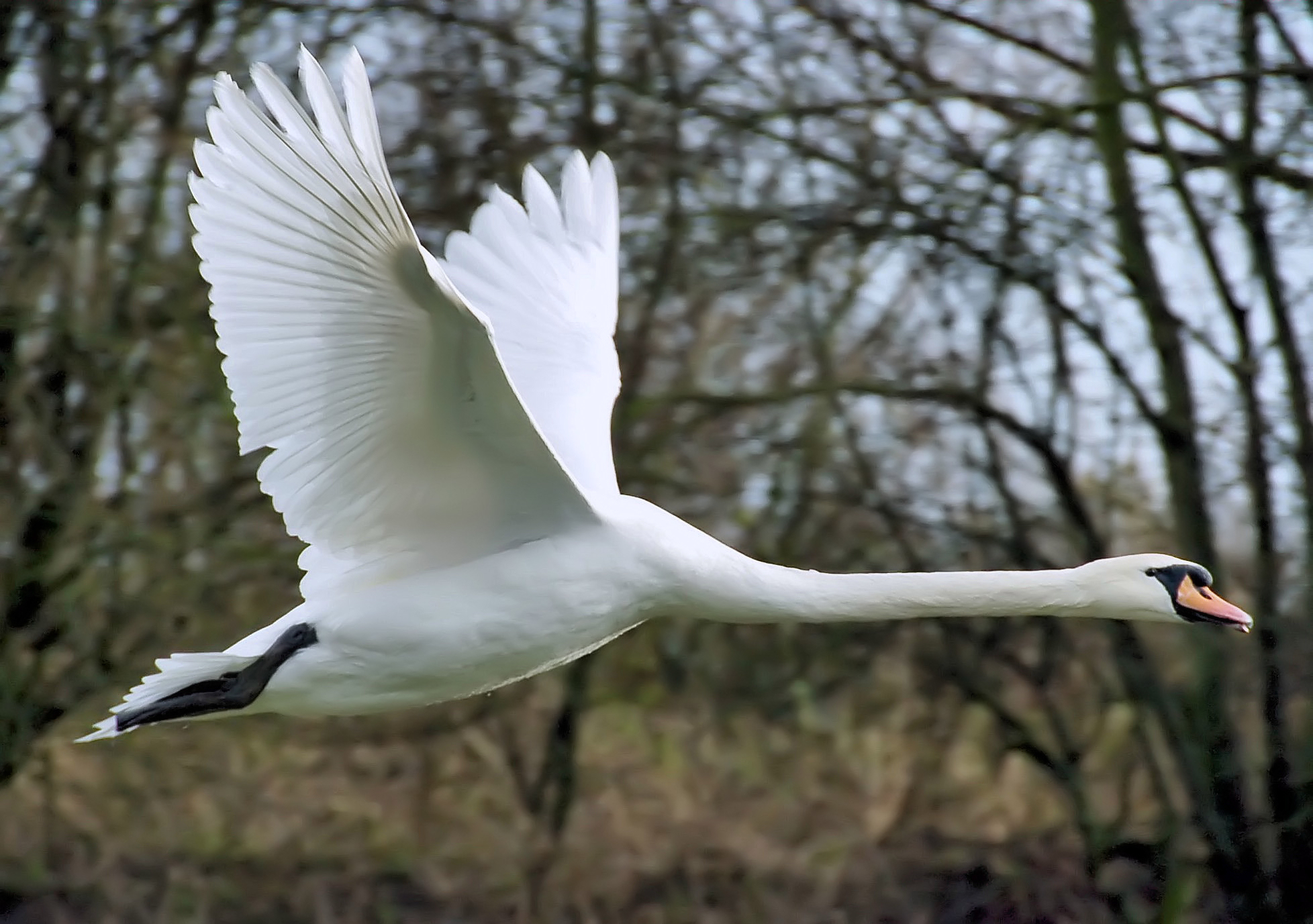
啞音天鵝 Cygnus olor

鳥飛（英語：bird flight）是指世界上多數的鳥類以飛行為主要形式的移動力。
飛行可以方便鳥類捕食，同時免於被其他動物獵捕。
鳥類飛行的原理，特別著重於鳥類飛行時鳥翅膀的不同形狀。飛行時翅膀的浮力，起飛與降落，和鳥類為了飛行的各種適應和能力。最後討論的是翅膀的演化。

## 鳥飛的基本力學

翅膀所承受的不同力量，浮力有往前和往上兩個方向。

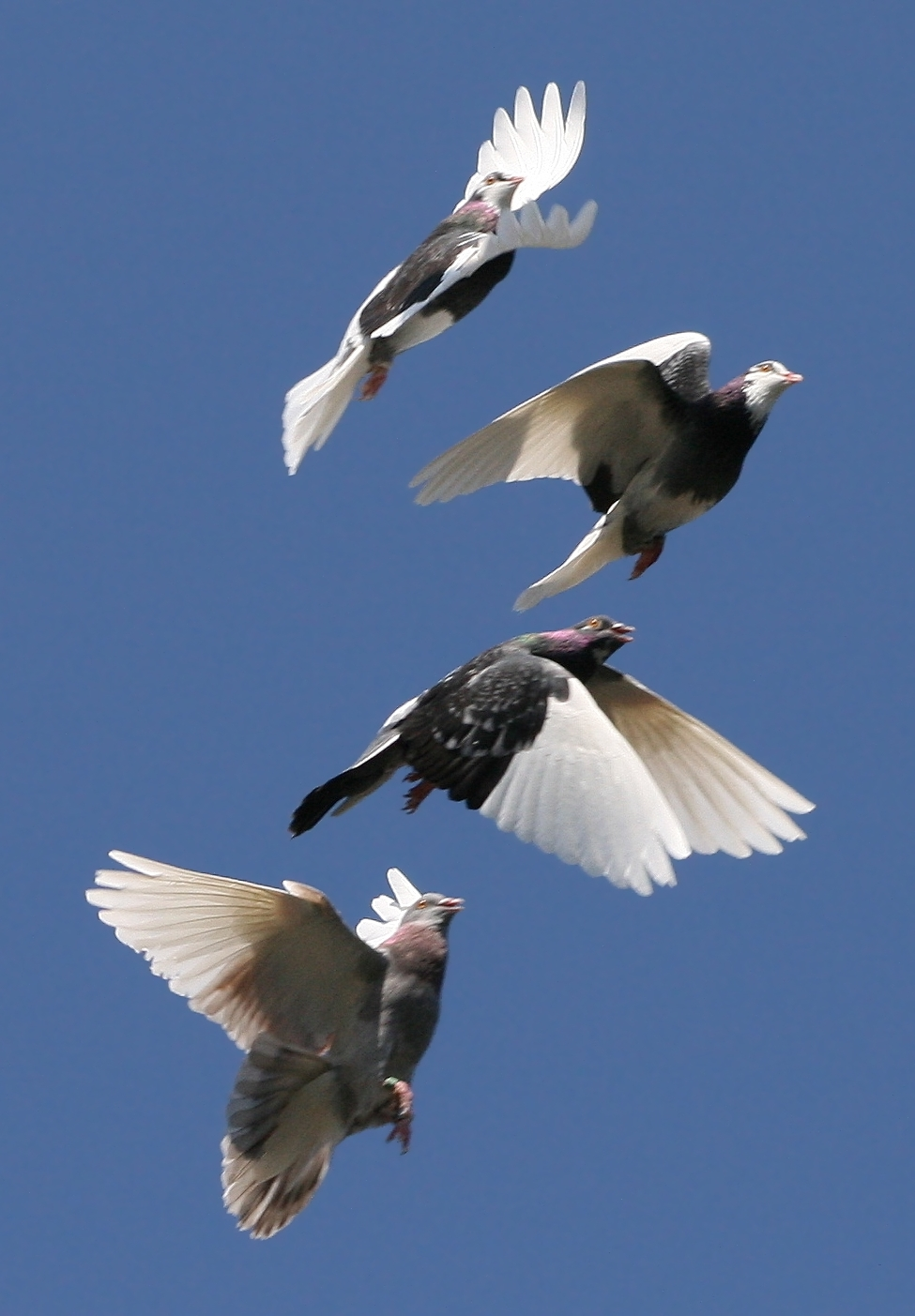
一群鴿子在起飛時翅膀所做的不同動作。

### 上升
鳥類的飛翔和飛機很類似，風從翅膀的上下掃過給予翅膀上升的升力，而翅膀的翼型扮演重要角色。上升的原理是因為翅膀上方的空氣壓力較低，下方的空氣壓力較高的緣故。

### 滑翔
當鳥類在滑翔時，翅膀會有上升和前進兩種力量。當鳥下降的時候，滑翔可以讓鳥的上升力量和空氣的方向成直角。所以上升力量也同時包含了往前的力量，就可以把阻力相抵消。

## 鳥翼

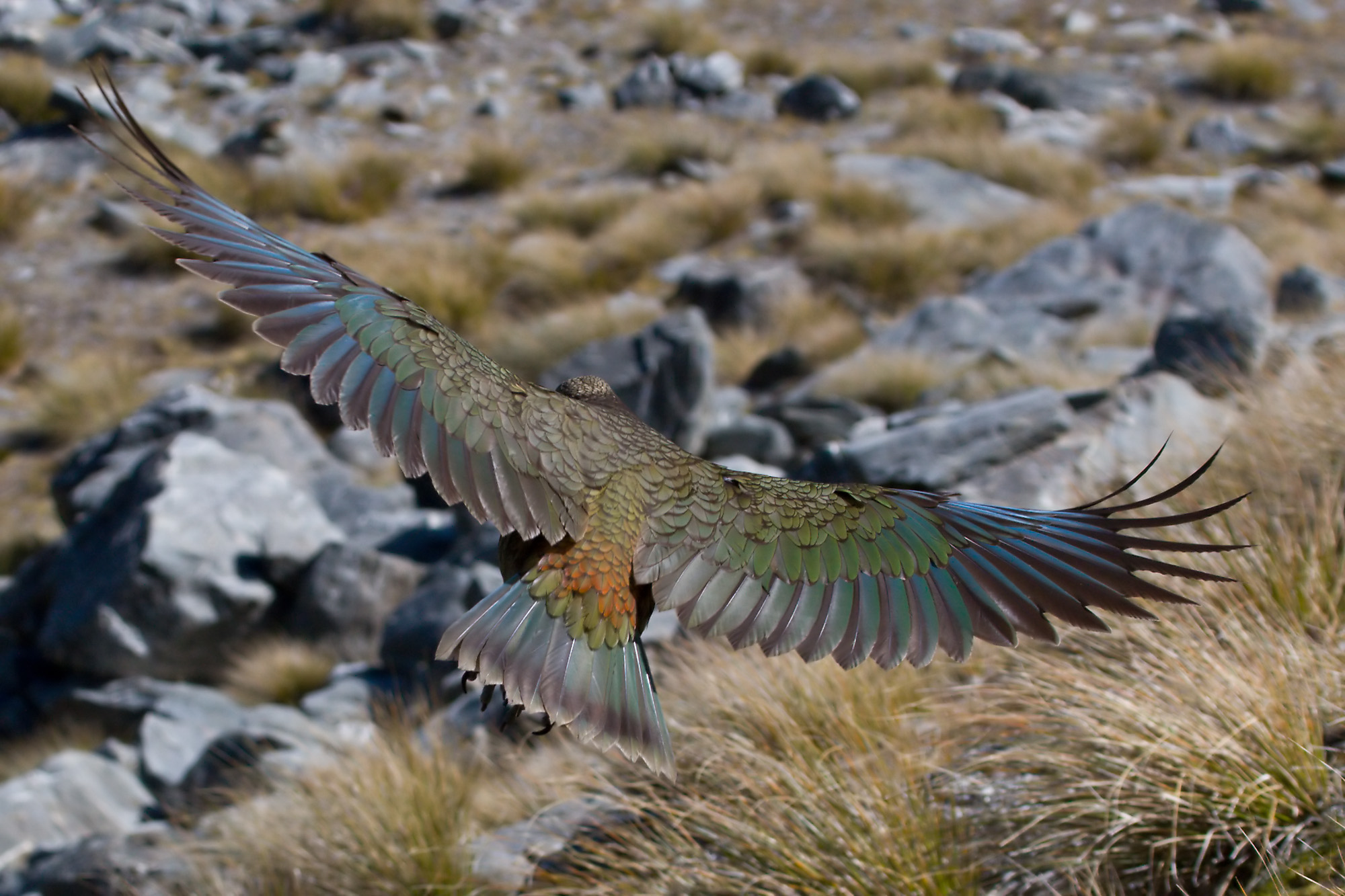
一隻啄羊鸚鵡正在飛行

鳥的前肢（翅膀）是飛行的關鍵。每個翅膀中央都有一個迎風的風向標，由肱骨、尺骨和橈骨三塊肢骨組成。鳥類祖先的手是由五個指頭組成的，現在減少為三個指頭（第二、第三和第四指頭，或第一、第二和第三指頭），作為主翼的錨，主翼則是負責翅膀翼面形狀的兩組發翔羽之一。另一組飛羽位於尺骨上腕關節的後方，稱為副羽。翅膀上其餘的羽毛稱為覆羽，共有三組。翅膀有時候會有殘留的爪子。在大多數的物種中，這些爪子在鳥類成年時就已經消失了（例如麝雉用於攀爬的爪子），但是秘書鳥、叫鴨、日鷉、鴕鳥、幾種雨燕和其他許多鳥類的爪子仍保留到成年。
信天翁的翅膀關節有鎖定機制，可以減少翱翔飛行時肌肉的壓力。
即使是同一物種，翅膀形態也可能有所不同。例如，成年歐斑鳩被發現比幼斑鳩擁有更長更圓的翅膀，這表明幼斑鳩的翅膀形態有利於它們的第一次遷徙，而在幼斑鳩第一次換羽後，飛行機動性更為重要。
在產卵期間暴露於掠食者的雌鳥所產下的雛鳥比沒有掠食者的雛鳥翅膀生長得更快，翅膀也更長。這兩種適應性可能使它們能夠更好地躲避鳥類掠食者。

### 鳥翼外形與飛行

鳥翼外形

## 盤旋

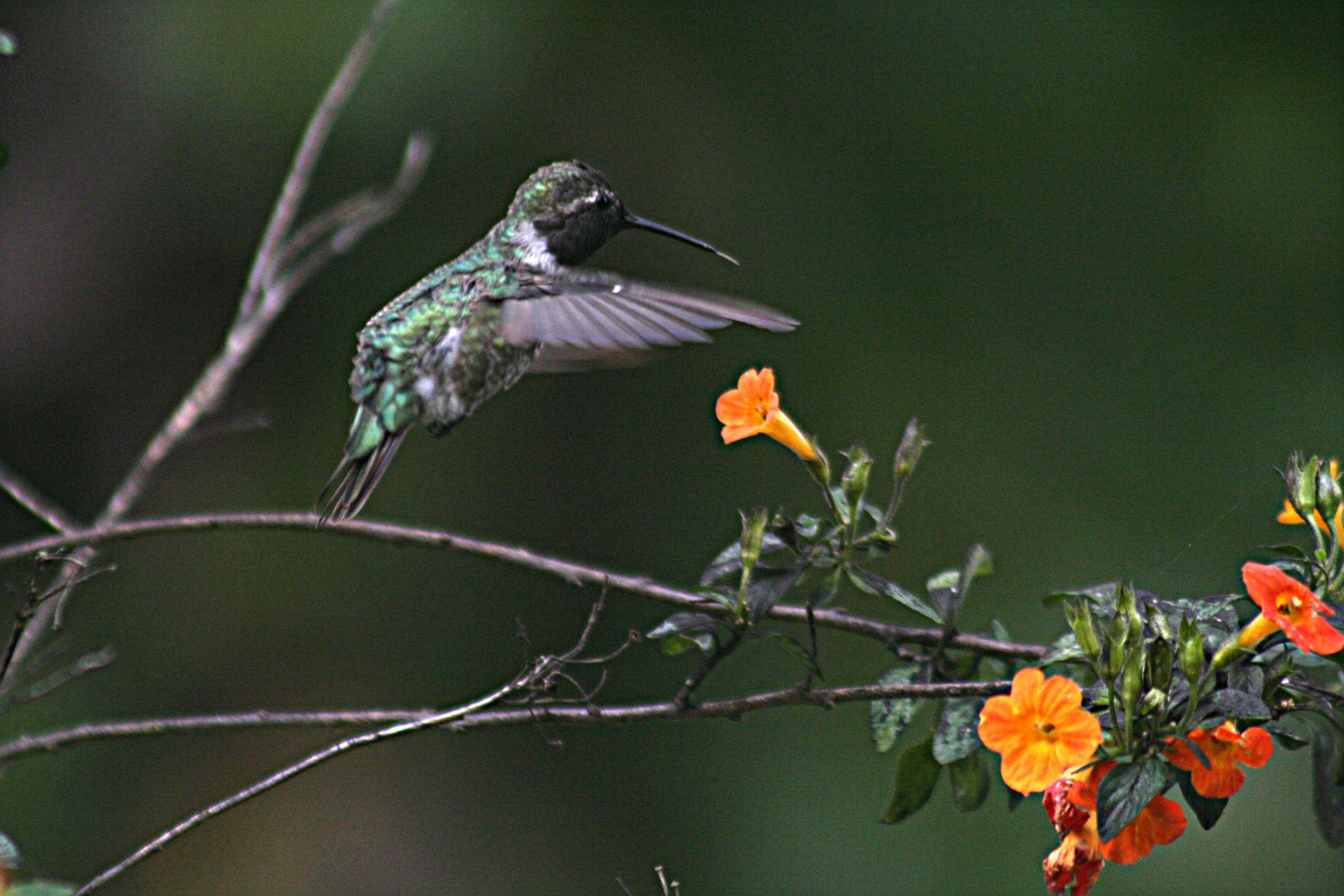
蜂鳥的翅膀速度可達到每秒52陣，所以可以讓蜂鳥在空中靜止不動（跟昆蟲的翅膀比較類似）。

## 起飛與著陸

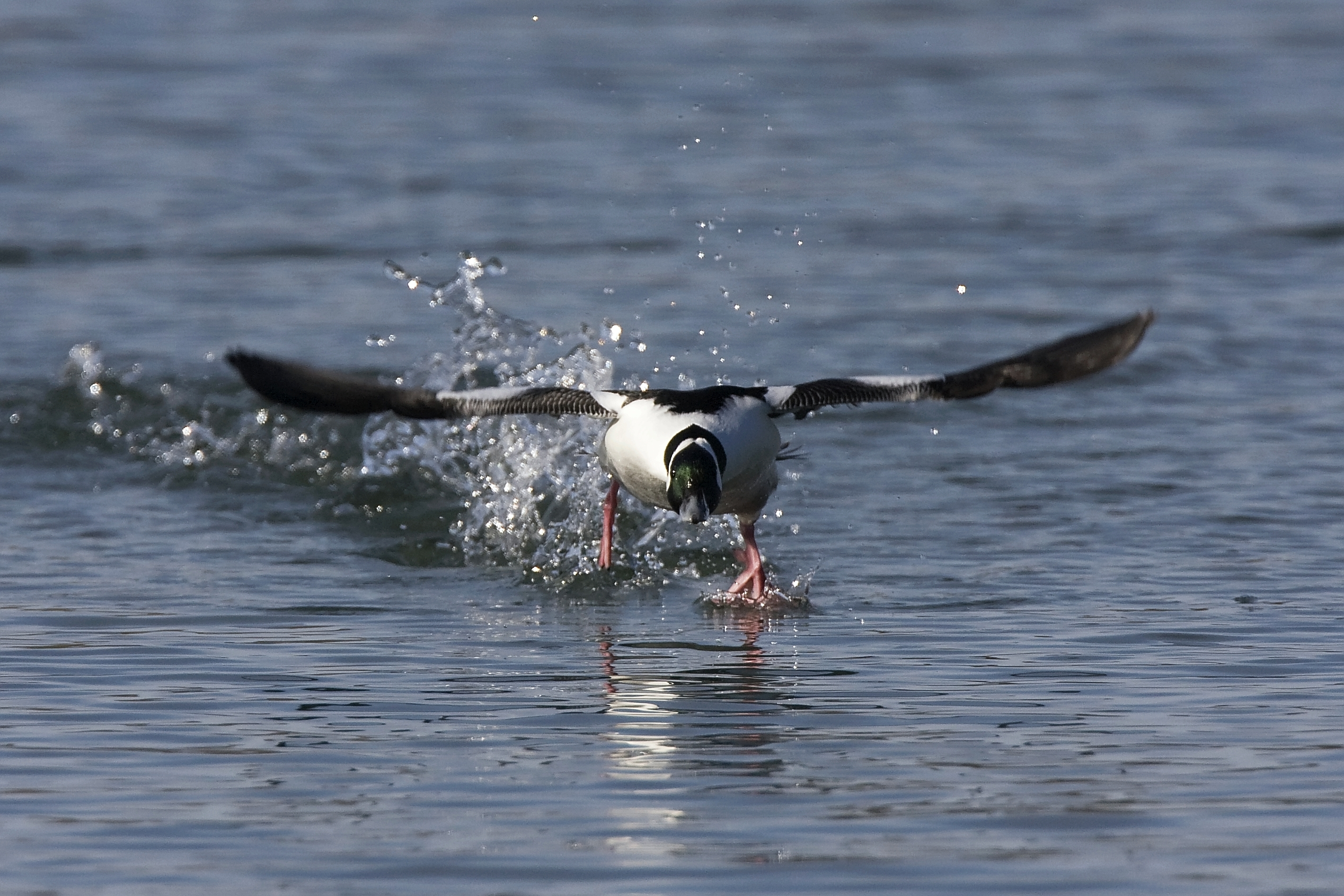
一隻雄性巨頭鵲鴨起飛時在水面上奔跑

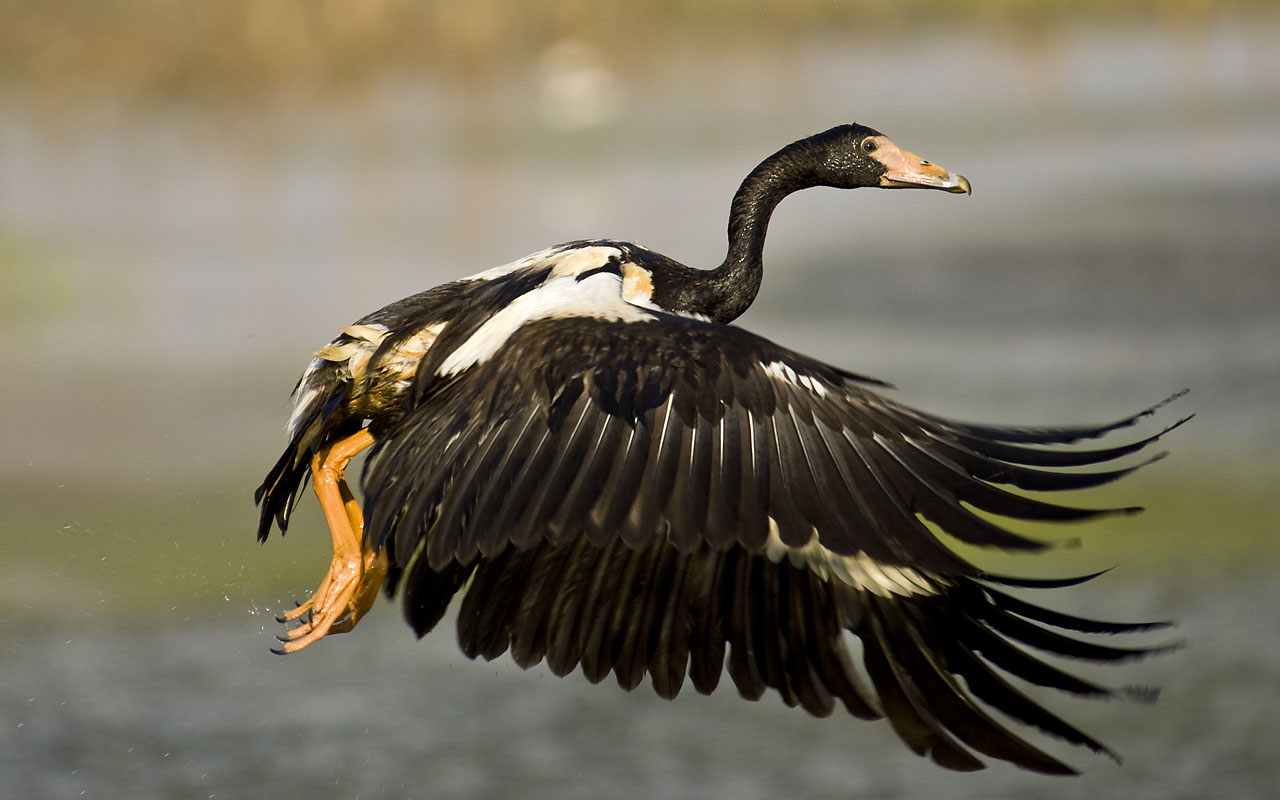
一隻鵲鵝起飛。

### 現代鳥類利用或失去飛行能力
鳥類利用飛行捕食、尋找獵物和季節性遷移。飛行也可以方便鳥類尋找安全築巢的地方。大型鳥類飛行所花的能量，相對於小型鳥類來得多，所以很多大型鳥類會在飛行的時候盡量減少振翅的次數。舉例來說，蜂鳥可以達到每秒高次數的振翅，但是大型鳥類以同樣的次數振翅的花費能量會相對較高，因此大型鳥類飛行時盡量以滑翔來適應。找到安全築巢地方鳥類，如果長期缺少天敵的話有可能會失去飛行能力，如同南極企鵝一樣。